# 厌氧微菌属
厌氧微菌属（学名：Anaeromicrobium）是梭菌科下的一个属。

## 下属物种
本属包括以下物种：
- 沉积物厌氧微菌 Anaeromicrobium sediminis Zhang et al., 2017，分离自北太平洋深海沉积物[2]